# Amfipròtic
En química, una substància s'anomena amfipròtica, si tant pot donar com rebre protons, per tant tant pot actuar com un àcid o com una base. L'aigua, els aminoàcids, els ions hidrogen carbonat, i hidrogen sulfat són exemples típics de substàncies amfipròtiques. Com que totes elles poden cedir un protó, totes les substàncies amfipròtiques contenen com a mínim un protó. A més, poden actuar com a àcids o bases, per tant també són amfòters. Tot i que els amfòters si no disposen d'àtoms d'hidrogen disposats adequadament, no seran necessàriament amfipròtiques.

## Exemple
Un exemple típic és l'ió hidrogen carbonat, que pot actuar com una base;
HCO₃- + H₃O+ → H₂CO₃ + H₂O
O com un àcid;
HCO₃- + H₂O → CO₃2- + H₃O+
Com que pot acceptar o cedir un protó, és un compost amfipròtic.